# 芮氏蝾螺
芮氏蝾螺（学名：Turbo reevei），是原始腹足目蝾螺科蝾螺属的一种。主要分布于印度尼西亚、台湾，常栖息在浅海珊瑚礁、岩石底、浅海。